# Nabu (Gott)
Nabû (akkadisch Na-bi-um, aramäisch Nebu = nbw, Nebui = nbwy) leitet sich von der semitischen Wurzel nb'  (Nebo) ab und ist eine babylonisch-assyrische Gottheit. Sein Name bedeutet Ankündiger, Berufener.
Nabu war der Gott der Schreibkunst und der Weisheit. In der babylonischen Überlieferung wurde er auch als „Nachtsonne der Unterwelt“ und „Träger der Krone“ in Borsippa bezeichnet. Als Gott der Macht gab er das Zepter an die Könige. Er war Sohn des Marduk und der Ṣarpanitu. Im 1. Jahrtausend v. Chr. hieß seine Gattin in Assyrien Tašmetu und in Babylonien Nanaja, manchmal auch Nisaba. Nabus Attribut war der Schreibgriffel.

## Kult

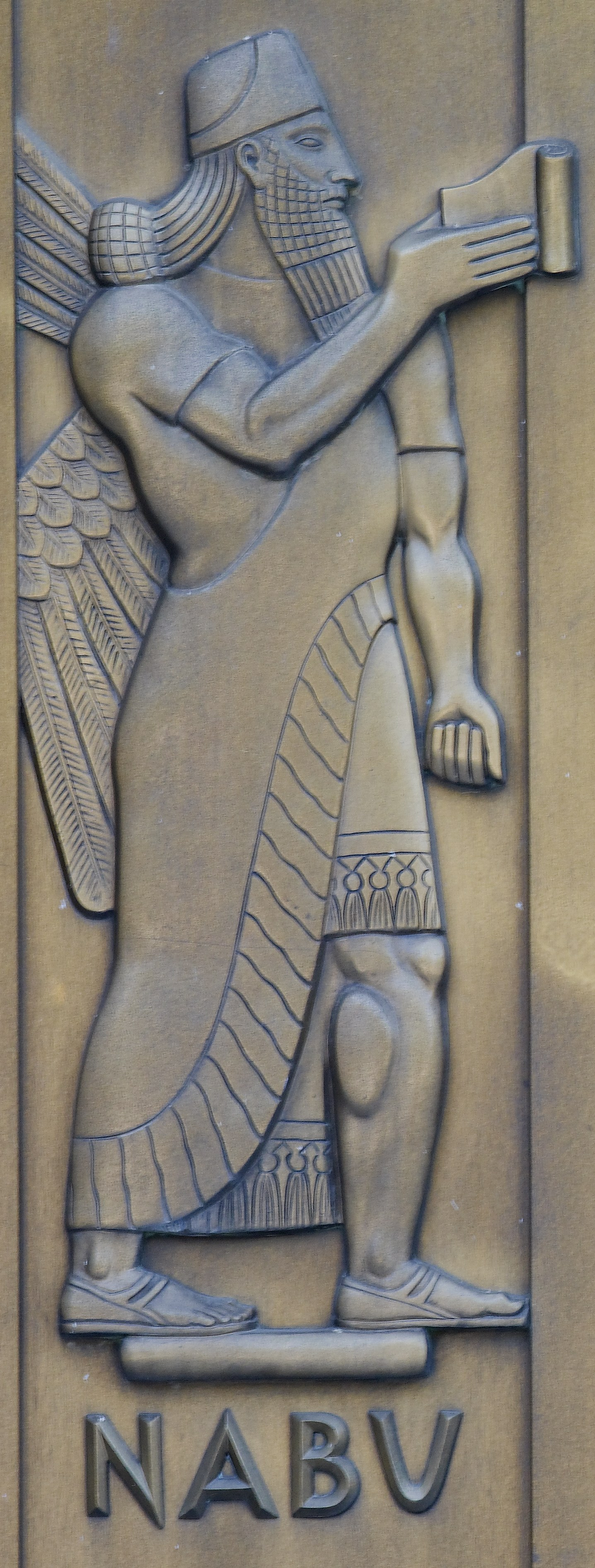
Lee Lawrie, Nabu (1939). Kongressbibliothek, John Adams Building, Washington, D.C.

Sein erster und lange Zeit einziger Kultort war die babylonische Stadt Borsippa. Dort stand sein Heiligtum Ezida und die ihm zu Ehren errichtete Zikkurat. Er ersetzte in Borsippa den früheren Stadtgott Tutu, der in Nabus Vater Marduk aufgegangen war. In Assyrien waren Nimrud und Ninive seine Kultzentren. Unter den neubabylonischen Herrschern löste Nabu Marduk als kosmische und zum Teil sogar als oberste Gottheit ab.
In Babylon fand die Krönung im Nabutempel Nabû ša H̆arê statt, der daher den Namen e-nig.gidrukalam.ma-sum.ma (E-ningidru-kalamma-summtah, Haus, das dem Land das Szepter verleiht) trug. Der Tempel wurde durch Asarhaddon erneuert, wie ein Gründungszylinder belegt.

## Syrien
Nabu gehörte in der Schreibweise Nebo zu den orientalischen Gottheiten von Palmyra. Auf einigen Tesserae, die in der syrischen Oasenstadt in der griechisch-römischen Zeit benutzt wurden, sind Nebo und der oberste Himmelsgott Bel, die syrische Entsprechung von Marduk, zusammen abgebildet. Die Verbindung zwischen den beiden Gottheiten ist in Palmyra auch wegen der Nähe beider Tempel zueinander wahrscheinlich. Der Nebo-Tempel in Palmyra wurde 1963/64 ausgegraben. Die dort gefundenen Inschriften datieren zwischen 99 und 258/259 n. Chr., enthalten aber nur wenige Informationen über die Gottheit. Eine Statuette aus Dura Europos zeigt Nebo mit einer Leier oder Schreibtafel und mit einem Stilus in der Hand. Mit einer Leier in der linken und einem Plektrum in der rechten Hand, wie er auf einem Relief von Dura Europos, das den Namen Nabus trägt, dargestellt ist, gleicht er sich dem griechischen Apollon an.

## Namenforschung
Als theophorer Wortbestandteil kommt Nabu bei Personennamen vor. So heißt Barnabu „Sohn des Nabu“ und Nabugaddi „Nabu ist mein Glück“. Die weite Verbreitung des Nabu-Kults zeigt sich ferner in der Verwendung des Gottesnamens für geografische Bezeichnungen. Kafr Nabu hieß ein römisch-frühbyzantinischer Ort auf der Höhe des Dschebel Siman im Norden des nordsyrischen Kalksteinmassivs. Noch im 13. Jahrhundert erwähnt der arabische Geograph Yaqut eine Tempelruine an dem verlassenen antiken Ort und bezeichnet den gesamten Berg mit seinem alten Namen als Dschebel Nabu.

## Bibel
Nabu findet unter der Bezeichnung Nebo in Jesaja 46,1 ; Jeremia 48,1 ; Erwähnung im Alten Testament der Bibel.